# Gianluigi Paragone
Gianluigi Paragone (Varese, 7 de agosto de 1971) es un político y periodista italiano.

## Biografía
Después de trabajar como periodista para un diario local y una red televisiva local, Paragone se convirtió en editor de La Padania, el diario oficial de la Liga Norte. Posteriormente trabajó para el diario Libero, del cual fue subdirector y (por periodo a escaso) director para reemplazar Vittorio Feltri.
En 2009 presentó el programa de debate político Malpensa Italia, emitido por las noches en Rai 2. El 5 de agosto de 2009 fue nombrado subdirector de Rai 1, por ello abandonando la administración de Libero. El 24 de septiembre de 2009, Paragone dejó la subdirección de Rai 1 para convertirse en subdirector de Rai 2.
Desde el 15 de enero de 2010 dirigió el programa de debate político L'ultima parola en Rai 2. En 2013 dimitió como subdirector de Rai 2 y dejó la RAI. Posteriormente cambió a La 7, donde dirigió los programas de debate La gabbia (2013–2017) y En onda (2015).
Desde el 7 de abril de 2014 hasta el 3 de febrero de 2017, junto con Mara Maionchi y Ylenia Baccaro, dirigió Benvenuti nella giungla en Radio 105.
En 2018 fue elegido Senador por el Movimiento 5 Estrellas y el 1 de enero de 2020 fue oficialmente expulsado de este partido, pero continuó su afiliación en el Senado como un independiente. En julio de 2020 Paragone lanzó su movimiento político propio, Italexit, con el objetivo de sacar a Italia fuera de la Unión Europea.